# Lepidagathis pobeguinii
Lepidagathis pobeguinii är en akantusväxtart som beskrevs av Henri Hua. Lepidagathis pobeguinii ingår i släktet Lepidagathis och familjen akantusväxter. Inga underarter finns listade i Catalogue of Life.